# Adoretus runcinatus
Adoretus runcinatus är en skalbaggsart som beskrevs av Lin 1974. Adoretus runcinatus ingår i släktet Adoretus och familjen Rutelidae. Inga underarter finns listade i Catalogue of Life.